# Kalendarium Stradecza
Stradecz – dziś Stradcz nad rzeką Wereszycą, 18 km na NE od Gródka Jagiellońskiego, 5 km na NW od Janowa Lwowskiego.
Nazwy lokalne miejscowości w dokumentach źródłowych.
- 1416 i później Stradecz, 1442, 1444 Stratcz, 1448, 1456 Startecz, 1565 Strzalce, w literaturze też Stracz, Stradcz, Stradcze, Stradcza

## Podległość administracyjna świecka i kościelna
- 1416 – starostwo lwowskie[1]
- 1441 – powiat lwowski (Materiały arch. 116),
- 1565 – starostwo lwowskie[2]
- 1569 – starostwo kamioneckie[3]
- 1731 – starostwo janowskie (ib. s. 411),
- w wieku XIX powiat gródecki[4]
- 1416 – i później parafia własna, prawosławna[5]

## Kalendarium
Wieś stanowiła własność królewską, w 1451 r. część posiadał klasztor świętokrzyski.

### Z ksiąg ziemskich i sądowych
- 1416 – Władysław Jagiełło w Gródku 12 czerwca na prośbę popów z wsi królewskiej Stradecz uposaża miejscowe probostwo wyznania ruskiego pod wezwaniem Wniebowzięcia NMP, dzierżone przez kanonika Kryłoszanina (w dok. Krilozanyn)[1]
- 1441 – Władysław Warneńczyk zapisuje Rafałowi z Jarosławia 100 grzywien między innymi na Stradczu (Materiały arch. 116);
- 1442 – Piotr młynarz ze Stradcza sprzedaje swój młyn Adzie z Hodowic[6]
- 1443 – Piotr, niegdyś młynarz w Stradczu, kwituje odbiór wpłat należności za sprzedany młyn (ib. s. 75, 123);
- 1444 – sąd grodzki przyznaje prawo do młyna w S. Adamowi ze S. przeciw roszczeniom Piotra ze S. (ib. s. 128);
- 1448 – szlachcic Piotr Dzik z Dziurzyc skarży Hannę ze Stradcza o należną mu: pszenicę, proso, 24 koguty, 2 wieprze i sadzawki śledziowe (ib. s. 226)
- 1451 – Ruski Monaster przechodzi do rąk benedyktynów świętokrzyskich z mocy fundacji Kazimierza Jagiellończyka
- 1456 – Mikołaj młynarz ze Stradcza występuje przeciw bratu zakonnemu Bartłomiejowi, bakałarzowi artium, prokuratorowi klasztoru franciszkanów ś. Krzyża we Lwowie (ib. s. 488);
- 1486 – kmieć Mikołaj ze Stradcza sprzedaje swój młyn dziedziczny za 35 grzywien kmieciowi Mikołajowi Lysz, synowi Janusza z Zaszkowa (ib. XV s. 235);
- 1565 – pobór od 17 kmieci na 8,5 łanach wymiernych, 2 karczmarzy, 2 popów, 2 bartników i 6 podsadków, z młyna i piły oraz grobelne od bydła pędzonego do Gródka[7]
- 1569 – Zygmunt August powiadamia posiadaczy młynów królewskich na rzece Wereszycy w Stradczu, że pozwolił Janowi Grodkowskiemu wykupić od nich młyny i mianował do tej czynności komisarzy[3]
- 1731 – August II Mocny nadaje Dominikowi i Agnieszce z Winnickich Bogusławskim łan wybraniecki w Stradczu i Wrocowie (ib. s. 411);
- 1765 – Stradecz należy do dzierżawy janowskiej[8][9]
- 1880 – ma 98 domów i 500 mieszkańców w gminie, 6 domów i 36 mkw na obszarze dworskim; 426 grekokatolików, 38 katolików, 27 wyznania izraelskiego i 45 innych wyznań: 432 Rusinów, 45 Polaków, 59 Niemców[10]

## Parafia
Parafia prawosławna, chwilowo prepozytura klasztoru świętokrzyskiego
- 1416 – Władysław Jagiełło na prośbę popów z wsi królewskiej Stradcz uposaża miejscowe probostwo wyznania ruskiego pw. Wniebowzięcia NMP, dzierżone przez Kryłożanina (Krilozanyn)[11]
- 1420 – Władysław Jagiełło uposaża cerkiew Wniebowzięcia NMP w S. (ib. X s. 3);
- 1451 – Kazimierz Jagiellończyk, pragnąc rozszerzyć „cultum diuinum” oraz zagospodarować zniszczone i opuszczone tereny Królestwa, ofiarowuje Mikołajowi Forstkowi, Benedyktynowi świętokrzyskiemu, oraz jego towarzyszom, zakonnikom tegoż klasztoru, miejsce zwane Ruski monaster (Ruthenicum monastyer) na wzgórzu przed wsią Stradecz, przeznaczone na fundację klasztoru reguły ś. Benedykta pw. Wniebowzięcia NMP, zezwalając na budowę kościoła, zabudowań klasztornych oraz murów obronnych (MI 144, s. 124 i 224; MS I 139)1 – fundacja ta nie jest udana.
- 1500 – Piotr Myszkowski wojewoda bełski i starosta ruski rozsądza spór między popami kościołów „Rutenicalis” w Stradeczu, Uchaldyczem i Nadoszą[12]
- 1503 – Jakub pop Stradecza zobowiązuje się oddawać Iwaszkowi dzierżwacy Korysz i Jemelnej 0,5 korca miodu z tytułu użytkowania pasiek w jego lasach[13]
- 1537 i 1554 – kolejno Zygmunt Stary i Zygmunt August potwierdzają przywilej Władysława Jagiełły dla cerkwi w Stradeczu z 1416 r. (ib. III s. 171-172)
- 1616 – według legendy w tym roku Tatarzy zniszczyli wieś wraz z cerkwią, zabijając Bazylianów przebywających w położonym przy niej monasterze (Stupnicki 70[14]);
- około 1880 murowana cerkiew parafialna pobazyliańska, stojąca na szczycie Stradeckiej Góry, wzniesienia 364 m n.p.m., położonego nad rzeką Wereszycą, koło głównego gościńca, na N od Stradecza, na miejscu dawnej cerkwi drewnianej parafia greckokatolicka w miejscu, okręg parafialny stanowią: Stradcz, Jemelna, Porzecze, Rottenhan, Stawki. Należy do parafii rzymskokatolickiej w Janowie[10][9]

## Badania archeologiczne
Badania archeologiczne udokumentowały grodzisko wczesnośredniowieczne datowane na XI-XIII w. Badania wykonał A. Petruszewicz, i opisał w „Tece konserwatorskiej Galicji Wschodniej”, Roczniku koła c.k. konserwatorów starożytnych pomników Galicji Wschodniej, wydanie Lwów 1892, s. 155, oraz W. Semkowicz, Geograficzne podstawy Polski Bolesława Chrobrego.

### Pieczara w Stradeckiej Górze
We wnętrzu wapienno-piaskowcowej Stradeckiej Góry znajduje się zespół podziemnych pieczar i chodników, naturalnego pochodzenia, z widocznymi jednak śladami działalności człowieka opis pieczary zamieszczono w Przyjacielu Ludu: Pieczary pod wsią Stradczem w Galicji w cyrkule lwowskim, „Przyjaciel Ludu”, Leszno 1841, t. 2, nr 30, s. 235-238, a także przez J. Kraszewskiiego w opracowaniu Sztuka u Słowian szczególnie w Polsce i Litwie przedchrześcijańskiej, Wilno 1860, 101-2; Opisu dostarczyli także Demetrykiewicz i Janusz.
W częściach piaskowcowych podziemi, na poczerniałych od dymu ścianach, znajdują się kreślone w różnych językach napisy, najczęściej imiona i nazwiska, czasami z dodatkiem herbu i daty, także koncepty, wiersze, przy czym najwcześniejsze z nich pochodzą dopiero z XVIII w. (Pieczary pod wsią Stradczem... 235).
Według tradycji spisanej w 1822 r. mieli tu przebywać przedhistoryczni myśliwi, który prowadząc tu badania odkrywkowe, natrafił na większą ilość „czerepów”, kostek zwierzęcych i niedopalonych kawałków drewna, przypuszcza, że człowiek pojawił się tu dopiero w XI w.
Badania archeologiczne przeprowadzone na terenie jaskiń doprowadziły do odkrycia ułamków naczyń z czasów wczesnej Rusi, grotu oszczepu i żelaznego haczyka. Pieczary ze Stradecza identyfikuje się niekiedy z jaskinią „Domamiri” wspomnianą pod 1241 r. w Latopisie Halicko-Wołyńskim źródło
Wedle tradycji pieczary w Stradeczu były miejscem schronienia okolicznej ludności w przypadku najazdu (jak w roku 1616), tu też już w XI-XIII w. znajdować się miały tzw. monastyki skalne czerńców puskich, którzy później zajęli cerkiew Wniebowzięcia NMP, a po Unii Brzeskiej zastąpieni zostali przez Bazylianów. Jako dowód przytacza się nazwę Ruski monaster z 1451 r., nazwę jednej z pieczar (dalszej), tzw. Pristołu (ołtarz), noszącej wyraźne ślady świadomej działalności człowieka i uważanej za kaplicę.